# Acherontides eleonorae
Acherontides eleonorae är en urinsektsart som beskrevs av Palacios-Vargas och Gnaspini-Netto 1993. Acherontides eleonorae ingår i släktet Acherontides och familjen Hypogastruridae. Inga underarter finns listade i Catalogue of Life.